# 五氧化二锑
五氧化二锑（Sb2O5）是一种锑和氧形成的无机化合物。它通常以水合物Sb2O5·nH2O形式存在，没有确切证据表明制得了无水五氧化二锑。该化合物中锑的氧化态是+5。

## 结构
五氧化二锑的结构与β晶型的五氧化二铌类似，与金红石型不同。锑周围的六个氧原子组成一个变形八面体。SbO6通过公用角和边连接在一起。
|              |        |        |
| Sb的配位几何 | 共用边 | 共用角 |

## 制备
水合五氧化二锑可由五氯化锑水解或酸化六羟基合锑酸钾制得，也可以用硝酸氧化三氧化二锑来制备它。

## 反应
加热到700°C时这种黄色固体分解成白色固体Sb6O13（含有Sb(III)和Sb(V)）。温度增加到900°C 则能产生不溶于水的α-和β-四氧化二锑（Sb2O4）。β晶型含有八面体配位的Sb(V)和四面体配位的Sb(III)O4单元。这些化合物中，Sb(V)原子都与六个羟基相连。